# Língua nancere
Nancere (Nanjeri) é uma língua Chádica falada na região Tandjilé no sul do Chade.